# Lisice za vklepanje
Lisice so naprava za vklepanje oziroma omejitev gibanja osebe. Zapnemo jih okoli zapestja, kar osebi, ki jih nosi, prepreči razdvajanje rok. Sestavljene so iz dveh zateznih kovinskih obročev, ki jih med seboj povezuje veriga ali kovinski tečaji. Vsak zatezni kovinski obroč ima premikajočo roko, ki ima enosmerno gibanje. Roka se s pomočjo nazobčenega dela nepovratno zaklene na zobati zatič v notranjosti kovinskega obroča. Ko je roka zaklenjena, je odpiranje lisic brez ključa nemogoče. S tem dosežemo, da oseba v lisicah ne more premikati rok za več kot le nekaj centimetrov, kar omeji njeno mobilnost. Namen tega je preprečitev bega, samopoškodovanja ali napada.

## Vrste lisic
Poznamo tri osnovne tipe kovinskih lisic.
- Lisice, povezane z verigo – omogoča največ gibljivosti.
- Lisice, povezane s kovinskimi tečaji – omogočajo le malo gibanja.
- Lisice z nepremično vezavo kovinskih obročev – ne omogočajo gibanja.

Lisice, povezane s kovinskim tečajem oziroma nepremično vezavo, je mogoče uporabljati enoročno. Z njimi je možno izvajati tudi vzvode na priklenjeno zapestje. 
Z različnimi dodatki lahko povečamo zanesljivost ter robustnost lisice. Med take dodatke spadajo škatlice, ki jih nadenemo čez verigo ali tečaj ter s tem preprečimo premikanje lisic.
Leta 1933 je Kanadska Kraljeva policija uporabljala tip lisic Mitten Handcuffs, ki so preprečevale vklenjeni osebi poseganje po različnih predmetih, na primer po orožju policistov, ki ga nosijo za pasom. Čeprav je bil ta tip lisic v uporabi pri nekaterih policijskih organih, niso bile nikoli popularne.
Lisice so izdelane iz raznovrstnih kovin, med drugim ogljikovo železo, nerjavno železo in aluminij ali iz sintetičnih polimerov.
Včasih sta za vklepanje osebe potrebna dva sklenjena para lisic (v primeru, da se roke oziroma zapestje osebe ne da dovolj približati). Prav tako veliko proizvajalcev izdeluje povečane lisice.

### Dvojno zaklepanje
Lisice z dvojnim zaklepanjem imajo varovalo, s pomočjo katerega zavarujemo roko kovinskih obročev, da se med nošenjem ne zateguje okoli zapestja. Do zategovanja roke lisic lahko pride namerno ali nenamerno. Pretesno zategnjene lisice lahko povzročijo poškodbo živcev ali prekinejo pretok krvi. Prav tako dvojno zaklepanje oteži odklepanje lisic brez ključa. 
Obstajajo trije tipi dvojnega zaklepanja:
- Vzvodna ključavnica: Premik vzvoda na roko lisic prepreči le tej premikanje. Za ta način zaklepanja ni potrebnega posebnega orodja.
- Ključavnica z zatičem: S pomočjo majhnega jezička na ključu potisnemo zatič v pozicijo, kjer prepreči premikanje roke lisic.
- Ključavnica z režo: S pomočjo jezička na ključu premaknemo jeziček v ključavnici, ki se fiksira na zob roke lisic. S tem preprečimo premikanje roke.

Dvojno zaklepanje po navadi odklenemo tako, da v ključavnico vstavimo ključ ter ga zavrtimo v nasprotni smeri odklepanja lisic.

### Plastične zatege
Znane tudi kot (ang.) wrist ties, riot cuffs, plasticuffs, flexicuffs, flex-cuffs, tri-fold cuffs, zapstraps, zipcuffs, zip-strips so lahke, plastične zatege (vezice) za enkratno uporabo. Ker jih policisti in vojaki lahko nosijo v velikem številu, so primerne za situacije, kjer je potrebno večje število sredstev za vklepanje ter vezanje, na primer množični protesti. 
V zadnjih letih so letalske družbe začele uporabljati plastične zatege za vezanje motečih oziroma nevarnih potnikov med poletom. Ker se plastičnih zateg ne da odkleniti, se jih lahko sname samo, če jih prerežemo. Zaradi tega se smatrajo kot manj ekonomično sredstvo za vklepanje in vezanje.

### Nožne lisice
Ko vklenjena oseba kaže znake agresivnega obnašanja, se ji lahko nadene nožne lisice. Nekatere nožne lisice se lahko z verigo povežejo z lisicami na zapestjih.
Ker lahko s tem načinom vklepanja pride do pozicijske asfiksije, se ta način vklepanja uporablja redko ali pa sploh ne. 

### Ključi
Velika večina lisic se lahko odklepa z enakim univerzalnim ključem za lisice. S tem se poenostavi transport zapornikov. Obstajajo tudi izdelovalci lisic za vklepanje, ki uporabljajo ključe na osnovi drugačnih standardov. Lisice za maksimalno varnost se odklepajo s specialnim ključem. Ključi zapestnih lisic po navadi ne odklepajo lisic za na palce.

## Položaj rok
V preteklosti so policisti vklepali osebe z rokami spredaj, vendar od približno sredine 1960-ih let, je vklepanje za hrbtom postal standard. Danes velika večina akademij uči policiste vklepanja oseb tako, da ima vklenjena oseba dlani obrnjena na ven. Vseeno pa nekatere policijske organizacije uporabljajo vklepanje z dlanmi skupaj, kar preprečuje radialno nevropatijo oziroma sindrom zapestnega prehoda med nošenjem lisic dlje časa. 
Lisice se nadene tako, da so luknje ključavnice obrnjene navzgor stran od prstov. S tem se oteži samostojno odklepanje lisic osebi, ki jih nosi.
Nošenje lisic poveča nevarnost ter verjetnost poškodb med padci, saj se oseba, ki jih nosi, ne more ujeti z rokami, zato morajo biti policisti med obravnavo vklenjene osebe še posebej pazljivi in jo varovati pred padci. Prav tako morajo paziti na tesnost lisic, da ne pride do nevropatije.
Policist je odgovoren za osebo, kateri je nadel lisice. Nevarnost, da oseba izgubi ravnotežje, je večje, ko ima roke vklenjene za hrbtom. Vendar ko ima oseba vklenjene roke pred sabo je nevarnost, da jih uporabi kot orožje, večja kot ko jih ima vklenjene za hrbtom. 
Za zapornike, ki jih transportirajo na zunanje lokacije, na primer na sodišče, v bolnišnico in tako dalje, se lahko uporabi kombinacijo spredaj vklenjenih lisic ter pasu, s katerim so lisice povezane. S tem ostanejo roke vklenjene osebe vedno blizu njihovega pasu, hkrati pa ima vklenjena oseba več udobja med daljšim nošenjem lisic. Prav tako taka kombinacija vklepanja poveča varnost policistom, ki imajo tako osebo v postopku.  